# 河北环境工程学院
河北环境工程学院是中华人民共和国的一所全日制本科公办省属普通高等学校，位于河北省秦皇岛市。

## 历史沿革
1981年，秦皇岛环境管理干部学校成立。1985年，改建为秦皇岛环境管理干部学院。1989年，更名为中国环境管理干部学院。2016年3月22日，更名为河北环境工程学院。

## 教学单位
学校设有11个教学单位：
- 环境科学系
- 环境工程系
- 生态学系
- 环境艺术系
- 信息工程系
- 经济与管理系
- 人文社科系
- 体育系
- 马列主义教学部
- 基础部
- 继续教育部

## 相关网站
- 官方网站 （页面存档备份，存于）